# Araxis Space Ship
Singles de Araxis
(Alain Chamfort)
Joujou à la casse
(1977) Seul à la fin
(1978)
Araxis Space Ship est un single d'Araxis paru en 1978. Sous ce pseudonyme se cachent Alain Chamfort (crédité Alain Le Govic) et Jean-Noël Chaléat.

## Listes des chansons

### France
Maxi 45 Tours #78.254 (IPG)
1. Araxis Space Ship (5:50)
2. Thème D'Araxis (4:25)

### Canada
Maxi 45 Tours #LLT 314 (London Records)
1. Araxis Space Ship (5:50)
2. Thème D'Araxis (4:25)

45 tours #LX 2676 (London Records)
1. Araxis Space Ship (3:47)
2. Thème D'Araxis (4:25)

### Italie
45 tours #DBR 10109 (Derby)
1. Araxis Space Ship (3:50)
2. Thème D'Araxis (4:25)